# Leucopogon plumuliflorus
Leucopogon plumuliflorus är en ljungväxtart som beskrevs av Ferdinand von Mueller. Leucopogon plumuliflorus ingår i släktet Leucopogon och familjen ljungväxter. Inga underarter finns listade i Catalogue of Life.